# Arrikoho
Arrikoho est une localité rurale dans le Sud de la Côte d'Ivoire dans la région de l'Agnéby-Tiassa. La localité d'Arrikoho est administrativement rattachée à la sous-préfecture d'Ananguié. 